# Komissariwka (Kamjanske)
Komissariwka (ukrainisch Комісарівка; russisch Комиссаровка Komissarowka) ist ein Dorf in der zentralukrainischen Oblast Dnipropetrowsk mit 845 Einwohnern (2012).

## Geographie
Komissariwka liegt am Fluss Komissariwka, das ehemalige Rajonzentrum Pjatychatky liegt 13 km südwestlich des Dorfes.
Am 12. August 2016 wurde das Dorf ein Teil der neugegründeten Siedlungsgemeinde Wyschnewe, bis dahin bildete es die gleichnamige Landratsgemeinde Komissariwka (Комісарівська сільська рада/Komissariwska silska rada) im Zentrum des Rajons Pjatychatky.
Am 17. Juli 2020 kam es im Zuge einer großen Rajonsreform zum Anschluss des Rajonsgebietes an den Rajon Kamjanske.

## Geschichte
Das Dorf wurde Anfang des 17. Jahrhunderts gegründet und war Teil eines Kosakenstaates. In den Jahren 1754 bis 1759 und von 1761 bis 1764 gehörte der Ort zum Gebiet des Nowoslobidskyj-Kosaken-Regimentes, einer administrativ-territorialen und militärischen Einheit in der Ukraine. 
Anderen Quellen zufolge wurde das Dorf im Jahre 1756 gegründet.

## Bevölkerungsentwicklung
| 1782  | 1859  | 1886  | 1908   | 2001 | 2008 | 2010 | 2012 |
| ----- | ----- | ----- | ------ | ---- | ---- | ---- | ---- |
| 1.738 | 3.973 | 3.899 | 10.455 | 967  | 890  | 880  | 845  |